# Pieśń szwadronu Wąsowicza
Pieśń szwadronu Wąsowicza – pieśń legionowa z okresu I wojny światowej opisująca szarżę pod Rokitną, prowadzoną przez rotmistrza Zbigniewa Wąsowicza. W pieśni tej upatruje się korzeni późniejszych popularnych kupletów dwuwierszowych opisujących z czarnym humorem i sarkazmem wojenne losy poszczególnych polskich pułków kawaleryjskich tzw. "żurawiejek". Pieśń powstała w Karpatach po bitwie pod Nadworną.
Opisuje ona szarżę, jaka odbyła się w czasie I wojny światowej podczas bitwy Austriaków z Rosjanami w okolicy wsi Rokitna. Dnia 13 czerwca 1915 roku 2 szwadron II Brygady Legionów Polskich pod dowództwem rotmistrza Zbigniewa Wąsowicza wyruszył do ataku na niezdobyte dotąd pozycje wroga. W ciągu około 15 minut polscy ułani przedarli się przez 3 linie wroga przełamując jego obronę. W szarży zginął rotmistrz Wąsowicz, a z 64 ułanów powróciło jedynie sześciu. Oba fakty pieśń pomija, koncentrując się na męstwie i waleczności ułanów.

## Tekst pieśni
"Nasz Wąsowicz, chłop morowy,

Zbił Moskali w Cucyłowej.

Odznaczył się szwadron drugi,

Wrażej krwi on przelał strugi.

Myśmy w opłotkach stanęli,

Na Moskwę ogniem plunęli.

Kozacy ku nam pognali,

Lecz ognia nie wytrzymali.

Rotmistrz stał na środku drogi,

Z pistoletu prażył wrogi.

Armaty basem śpiewały,

Lecz śmiał się z nich szwadron cały.

Dwie godziny bitwa trwała,

Jest z niej dla szwadronu chwała.

Więc kto chce rozkoszy użyć,

Niech w ułany idzie służyć."